# William Charles Brenke
William Charles Brenke (12 avril 1874, Berlin - 1964) est un mathématicien américain qui introduit les polynômes de Brenke et écrit plusieurs manuels de premier cycle.

## Biographie
Il obtient son doctorat en mathématiques à Harvard sous la direction de Maxime Bôcher. Brenke enseigne au département de mathématiques de l'Université du Nebraska à Lincoln de 1908 à 1944 et est directeur du département de 1934 à 1944. Il prend sa retraite en 1943 mais son successeur, Ralph Hull, est mis en congé officiel pour effectuer un service de guerre et revient de congé en 1945.

## Ouvrages
- Brenke, « On polynomial solutions of a class of differential equations of the second order », Bull. Amer. Math. Soc., vol. 36, no 2,‎ 1930, p. 77–84 (DOI 10.1090/s0002-9904-1930-04888-0, MR 1561893)
- Brenke, « On the summability and general sum of a series of Legendre polynomials », Bull. Amer. Math. Soc., vol. 39, no 10,‎ 1933, p. 821–824 (DOI 10.1090/s0002-9904-1933-05753-1, MR 1562735)